# Монтеченере (Модена)
Монтеченере је насеље у Италији у округу Модена, региону Емилија-Ромања.
Према процени из 2011. у насељу је живело 331 становника. Насеље се налази на надморској висини од 746 м.